# Luis Jorge Romero
Luis Jorge Romero (...) è un ex pugile cubano.

## Biografia
Vanta diverse vittorie prestigiose:
- 1974 Campione mondiale a L'Avana
- 1976 Campione panamericano
- 1978 Campione centroamericano

Nella sua carriera 186 vittorie e nessuna sconfitta.
Attualmente insegna pugilato presso la Scuola di Pugilato di Cuba a L'Avana.